# Yoshihide Suga
Yoshihide Suga (菅 義偉 Suga Yoshihide?) (n. 6 decembrie 1948, Akinomiya⁠(d), Prefectura Akita, Japonia) este un politician japonez care a îndeplinit funcția de prim-ministru al Japoniei din 16 septembrie 2020 până la 4 octombrie 2021. Anterior, el a servit ca Șef al Secretariatului Guvernului Japoniei (2012-2020) și ministru al afacerilor interne și comunicațiilor în cabinetul lui Shinzō Abe până în august 2007.

## Biografie

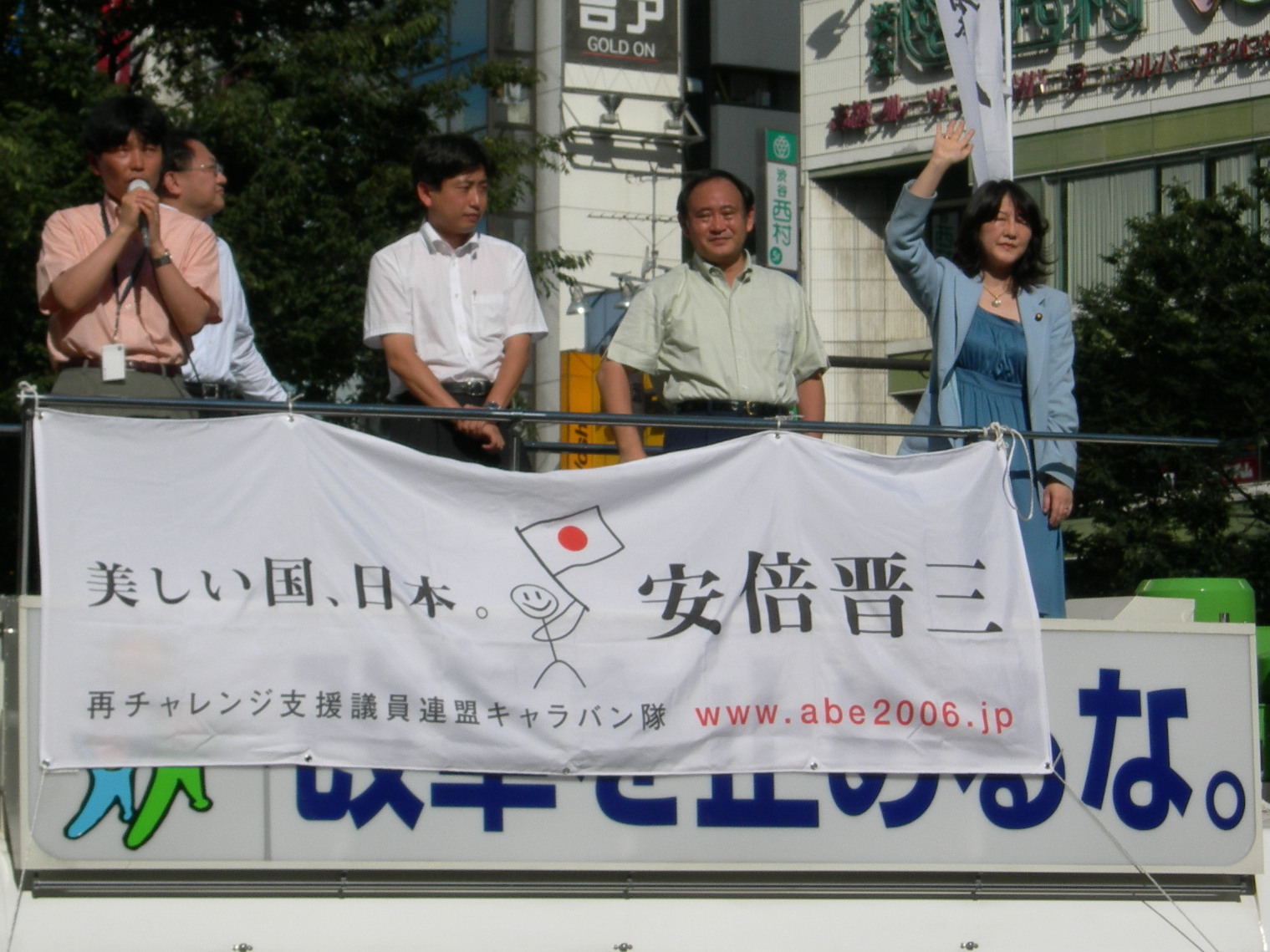
cu Ichita Yamamoto și Satsuki Katayama (19 septembrie 2006)

S-a născut în Ogachi (azi Yuzawa) din Prefectura Akita și a obținut licența în drept la Universitatea Hosei din Tokyo. El a lucrat ca secretar al parlamentarului Hikosaburō Okonogi timp de unsprezece ani, apoi ca secretar la Ministerul Industriei și Comerțului Internațional în 1984 și, mai târziu, ca membru al consiliului local Yokohama.
Suga a fost ales în Dieta Japoniei în 1996. Inițial a fost membru al facțiunii Obuchi, pe care a părăsit-o  după ce a refuzat să-l sprijine pe Obuchi în alegerile din partid din 1998. De asemenea, el a refuzat să participe la moțiune de cenzură împotriva primului ministru Yoshirō Mori în 2000 și a unor relații mai bune cu China și Coreea.
Afiliat organizației naționaliste și revizioniste Nippon Kaigi, Suga a format o echipă care să reexamineze „fondul” Declarației Kono din 1993.
Suga a susținut măsurile agresive luate de Banca Japoniei pentru contracararea deflației.